# Колоскова, Наталья Васильевна
Ната́лья Васи́льевна Колоско́ва (род. 19 июля 1988, Находка, Приморский край), в девичестве Вла́сова — российская легкоатлетка, специалистка по бегу на средние и длинные дистанции, кроссу, стипльчезу, марафону. Выступает на профессиональном уровне с 2007 года, обладательница серебряной медали Универсиады в Кванджу, многократная победительница и призёрка первенств всероссийского значения. Представляет Приморский край и Москву. Мастер спорта России международного класса.

## Биография
Наталья Власова родилась 19 июля 1988 года в городе Находка Приморского края. Окончила Дальневосточный федеральный университет.
Начала заниматься лёгкой атлетикой в конце 2005 года под руководством заслуженного тренера России З. В. Ригель, проходила подготовку в Школе высшего спортивного мастерства во Владивостоке. Тренеры — Р. Р. Мутагаров, И. П. Ковтун, Ю. С. Куканов, В. Н. Анисимов.
Впервые заявила о себе на международном уровне в сезоне 2007 года, когда вошла в состав российской национальной сборной и выступила в гонке юниорок на чемпионате Европы по кроссу в Торо.
В 2008 году принимала участие в кроссовом чемпионате Европы в Брюсселе, где помогла своим соотечественницам стать серебряными призёрками командного зачёта молодёжной категории.
В 2009 году стартовала в молодёжной гонке на чемпионате Европы по кроссу в Дублине.
На кроссовом чемпионате Европы 2010 года в Албуфейре заняла 11-е место в женской молодёжной дисциплине и стала серебряной призёркой командного зачёта.
В 2011 году выиграла бронзовую медаль в кроссе на 6 км на осеннем чемпионате России по кроссу в Оренбурге.
В 2012 году выиграла кросс на 6 км на весеннем чемпионате России по кроссу в Жуковском.
В 2013 году взяла бронзу на весеннем чемпионате России по кроссу в Жуковском. На чемпионате России в Москве финишировала четвёртой в беге на 5000 метров (позднее в связи с допинговой дисквалификацией Марии Коноваловой переместилась в итоговом протоколе на третью позицию).
В 2014 году на чемпионате России в Казани завоевала бронзовую награду в беге на 3000 метров с препятствиями. На чемпионате Европы в Цюрихе в той же дисциплине стала шестой.
Будучи студенткой, в 2015 году представляла страну на Универсиаде в Кванджу — в программе стипльчеза с результатом 9:35.99 получила серебро, уступив только своей соотечественнице Екатерине Соколенко.
В 2016 году одержала победу на весеннем чемпионате России по кроссу в Жуковском и стала бронзовой призёркой в стипльчезе на чемпионате России в Чебоксарах. Должна была стартовать на Олимпийских играх в Рио-де-Жанейро, однако IAAF на фоне допингового скандала запретила всем российским легкоатлетам участвовать в Играх.
В 2017 году уже под фамилией Колоскова получила серебро в гонке на 6 км на весеннем чемпионате России по кроссу в Жуковском и в беге на 3000 метров с препятствиями на чемпионате России в Жуковском, победила в дисциплине 5 км на осеннем чемпионате России по кроссу в Оренбурге.
На чемпионате России 2018 года в Казани стала серебряной призёркой в зачёте стипльчеза.
В 2019 году добавила в послужной список серебряную награду, выигранную в стипльчезе на чемпионате России в Чебоксарах.
В 2021 году помимо прочего выиграла бронзовую медаль в дисциплине 3000 метров на зимнем чемпионате России в Москве.
В апреле 2022 года финишировала пятой на чемпионате России по марафону в Сочи.
За выдающиеся спортивные достижения удостоена почётного звания «Мастер спорта России международного класса» (2012).